# Benediktinski samostan svetega Pavla
Benediktinski samostan svetega Pavla v Labotski dolini na Spodnjem Koroškem v Avstriji je leta 1091 ustanovil grof Engelbert I. Spanheimski.
Leži na 400 metrih nadmorske višine, na skalnatem pomolu na stičišču srednje in spodnje Labotske doline, nad mestom Šentpavel, sedežem istoimenske občine. Obsežen kompleks obstoječih stavb je bil večinoma zgrajen v baročnem slogu v 17. stoletju. Starejša je samostanska cerkev, romanska bazilika, verjetno iz zadnje tretjine 12. stoletja ali začetka 13. stoletja.
Samostan je bil ukinjen 1782/87 v skladu z uredbo cesarja Jožefa II., vendar so ga leta 1809 menihi iz samostana St. Blasien ponovno naselili. Razen te in kratke prekinitve v obdobju nacizma (1940-1945), je bil samostan svetega Pavla, od svoje ustanovitve dalje stalno naseljen in je danes najstarejši aktivni samostan na Koroškem. Zlasti je pomemben zaradi svojih obsežnih in dragocenih umetniških del in knjižne zbirke. V opatiji deluje tudi zasebna Gimnazija St Paul, ki jo obiskuje približno 700 dijakov.

## Zgodovina
Na griču, na katerem stoji danes samostanski kompleks, je bila verjetno že v času Ilirov ali Keltov utrdba, kasneje verjetno rimska utrdba in v srednjem veku, že, v skladu z dokumentom, grad Lavant. Na območju gradu je bila cerkev posvečena sv. Tilnu in župnija s pravicami, ki jih je dodelil salzburški nadškof Hartwig (991-1023). Ta cerkev je bila odstranjena leta 1618 kot del rekonstrukcije.
Sredi 11. stoletja se na grad Lavant priseli bogata grofica Richardis iz bavarske plemiške družine Sieghardinger. Poročena je bila z Siegfriedom Spanheimskim, grofom iz Pustriške doline (Val Pusteria). To je bilo tik preden je odšel na romanje v Jeruzalem. Umrl je leta 1065 v Bolgariji, v času izgradnje druge cerkve v čast apostola Pavla. Njegova vdova je njegovo telo pripeljala domov in ga pokopala v cerkvi. Nekaj let kasneje je umrla na romanju v Santiago de Compostela v Španiji. Tudi njo so pripeljali domov in pokopali ob strani svojega moža.
Engelbert Spanheimski, eden izmed treh sinov omenjenih zakoncev, se je odločil, da bo ustanovil samostan. Ta mora ustrezati duhu benediktinske opatije Cluny v Burgundiji. Poslal je svojega sina Engelberta II. v švabski samostan Hirsau, da leta 1079 zaprosi opata Williama za podporo za ustanovitev samostana sv. Pavla. Strinjal se je in iz Hirsauerja poslal dvanajst menihov z opatom Wezelinom (Wezilo) v Labotsko dolino. Engelbert je 1. maja 1091 podaril novo samostansko posestvo svetega Pavla in znotraj tega ležečo vas in druge objekte v spodnji Labotski dolini, Štajerskem in v Furlaniji. Samostan je bil v prvih letih pod okriljem samostana Hirsau in Hartwiga von Spanheima, nadškofa iz Magdeburga, brata ustanovitelja Engelberta, ki ga je opremil z ročno napisanimi spisi o liturgiji in pastoralami. Sv. Pavel je kmalu dobil svoj skriptorij in pod tretjim opatom Wernherjem (1138-1159), še gimnazijo. Postopoma se je samostanska posest širila, zato je kmalu postal najmočnejši in najvplivnejši na Koroškem.
Na zahtevo ustanoviteljev je papež Urban II. leta 1099, samostanu dodelil posebna pooblastila varstva, za kar so dobivali menihi simbolično plačilo en bizantinski zlatnik letno. Čeprav je predstavljal grobnico Spannheimov in je bil pod njihovo zaščito, sv. Pavel ni bil lastniški samostan grofov, ampak je sodil pod oblast Urbana II.. Čeprav je papež nadaljeval tisto kar so Spannheimi kot guvernerji začeli, so menihi imeli možnost, da izberejo svoje lastne zagovornike. Poleg tega, imetja samostana ni bilo mogoče dodeliti kot fevd. Papež Inocenc II. je leta 1140 obnovil papeško zaščito in podredil privilegij priprave za duhovni poklic neposredno papežu. Opati kongregacije so si v tistem času poleg Cerkve, vedno prizadevali tudi za zaščito cesarja.
Za zaščito samostana sta skrbela južno od njega dva gradova, Rabenstein in Loschental, zgrajena in zasedena z Spannheimovimi ministeriali. Do leta 1300 je bila v obeh gradovih gospoda Pfannbergern. Rabenstein je leta 1301 Rudolf von Fohnsdorf dal v fevd kupcu, njegovi potomci so se imenovali Rabenstein. S to generacijo, je imel samostan nekaj del krvave boje, ki so se prenehali, ko je med letoma 1312-1426 samostan zasegel posest.
Leta 1367 je požar uničil dele samostana, poškodovan je bil tudi zvonik bazilike. Uničene dele stavbe so takoj popravili.

### Nazadovanje v 15. in 16. stoletju
V času nasilnega maščevanja med vojvodom Friderikom in Celjskimi grofi, kjer so opat Janez I. (1432-1448) in samostan Sv. Pavla stali ob strani vojvode, so grofovi vojaki napadli Labotsko dolino in oropali območje, pri čemer je bil uničen trg in številni drugi objekti. V času vodenja samostana opata Janeza II. plemenitega Esslingerja (1455-1483) so bila vrata in obzidje samostana obvarovana do leta 1476, ko Labotsko dolino, v času turških vojn, ponovno napadejo in uničijo trg Šentpavel ter ga zažgejo. Leta 1480 se je vojska madžarskega kralja Matije Korvina zaman trudila, da bi zavzela samostan.
Samostan je potreboval skoraj 50 let da si je opomogel od opustošenja, ki so ga povzročali napadi. Pristojbine, zbrane v času turških vojn deželnemu princu niso zadostovale, zato je odredil dodatne davščine od premoženja. Za financiranje vojaške obrambe prvega turškega obleganja Dunaja leta 1529 je Ferdinand I. odredil zaseg četrtine (tako imenovani quarts) vsega duhovniškega premoženja, ki so ga takoj prodali. Poleg tega je moral samostan Sv. Pavel oddati tudi dragulje.
Tudi v notranjem območju samostana je bilo 15. in 16. stoletju problematično. Hermann von Schwanberg, od okoli leta 1391 opat v Sv. Pavlu, je bil, zaradi posledic zanemarjanja svojih samostanskih dolžnosti do salzburškega nadškofa, leta 1399 na hitro odstavljen in nadomeščen s Kasparjem Fürholzerjem. Vendar Hermann ni odstopil tako, da sta dve leti samostan vodila dva opata in si oteževala življenje. Vojvoda William je to stanje leta 1401 končal in obema opatoma odvzel pristojnosti, samostan pa je moral izvoliti novega opata. V drugi krizi je bil samostan pod opatom Ulrichom von Pfinzingom, ki je bil sin nürnberškega patricija in ljubljenec Maksimilijana I., za opata je bil izvoljen leta 1515 po ukazu cesarja in posvečen v duhovnika, saj je kljub finančnim težavam živel razkošno življenje princa.
V teku 16. stoletja je na samostan vplivalo tudi obdobje reformacije, ki je na Koroškem močno odmevala. Dva opata, Thomas Mur (1558-1576) in Andreas Schaffer (1576-1583), sta se celo odkrito priznala kot naslednika Martina Luthra. Prvi je bil dejansko potrjen iz Salzburga, toda njegova vladavina je imela uničujoče posledice na samostan, tako da ga je nadvojvoda Karla II. leta 1576 odstavil. Potem je bil izvoljen Andreas Schaffer, vendar ga sprva ni potrdil nadškof deželnega princa. Leta 1583 je moral odstopiti. Čas njegovega naslednika Vincenta Lechnerja (1583-1616) je zaznamovalo predvsem brezobzirno upravljanje. Znan je primer Faal (Fala) na Spodnjem Štajerskem, da je sebe nastavil kot lastnika v zemljiški knjigi in posest kasneje predal svojemu bratu.
V poročilu iz obiskov v letu 1616 je omenjeno, je bila stopnja izobrazbe menihov tako nizka, da le malo menihov znalo brati in sploh niso obvladali latinščine.

### Razcvet v 17. stoletju
Na Švabskem rojen Jerome Marchstaller je bil od leta 1616 do svoje smrti leta 1638 opat v samostanu Sv. Pavla. Pod njegovim vodstvom je samostan dosegel nov vrhunec, kar je razlog, zakaj je znan tudi kot "drugi" ustanovitelj kongregacije. Obnovil je notranjo samostansko disciplino in ukinil zasebno lastništvo menihov. Kmalu je število menihov naraslo iz osem in novinca na trideset oseb z bivališčem v samostanu. Marchstaller je, kljub finančnim težavam izvedel številne prenove in novogradnje in razširil gospodarsko dejavnost in imetje kongregacije, saj je v glavnem nabavljal blago v okoliških področjih, vključno sosednjem gradu Rabenstein.
Leta 1618 se je začela po njegovih načrtih gradnja nove samostanske stavbe v sedanji obliki. Samostanska cerkev se je premaknila po vzoru španskega El Escoriala v središče kompleksa in je obkrožena na vseh štirih strani s krilnimi stavbami. To kaže tudi slika, ki jo je izdelal umetnik Jakob Lorenz Glaber, ki svetega Benedikta kaže pred ogromnim zaprtim samostanom s štirimi vogalnimi stolpi in osrednjim stolpom na južni strani. Na oltarju cerkve je druga, iz leta 1770, ki prikazuje samostansko družino s podobnim načrtom.
Razširitev kompleksa se je začela na severni strani z izgradnjo refektorija, gotsko kapelo svetega Jakoba, stolp so podrli, obstoječa stolpna vrata južno od samostanske cerkve pa so bila obnovljena. Samostanske stavbe na jugu, ki so bile višje od dejanskih ob vznožju hriba, so do leta 1627 zgradili dvonadstropne in do konca leta 1627 zgradili 2,5 km dolg zid, ki obdaja samostan. V jugovzhodnem delu stavb so zgradili nov, prestižen glavni vhod v samostan (1631-1633). Na samostanski cerkvi so izvedli številne spremembe, ki jih je Marchstaller dal izdelati umetnikom in obrtnikom.
Dela, ki jih je začel Marchstaller so nadaljevali njegovi nasledniki, ki so prav tako izvirali iz Švabske: Paul Memminger (1638-1660), Philip Rothenhäusler (1661-1677) in Albert Reichhart (1677-1727). 7. julija 1637, leto pred smrtjo, je Marchstaller položil temeljni kamen za novo samostansko stavbo, ki je bila končana leta 1640 pod Paulom Memmingerjem, dela na zahodnem delu severnega krila je dopolnil Philipp Rottenhäusler. Zahodno krilo, kjer zdaj domujeta umetniška zbirka in knjižnica je bilo zgrajeno po letu 1653 in leta 1683 zaključeno.
Sodobna predstavitev samostana v zemljiški knjigi Kollnitza (okoli 1653) kaže, da je samostanska cerkev obdana iz vseh štirih strani s stavbami, vendar je kompleks še vedno imel le vogalni stolp. Marchstallersova ideja, da bi bil samostan "koroški El Escorial" s štirimi vogalnimi stolpi je narisal tudi Janez Vajkard Valvasor v svoji Topographia Archiducatus Carinthia (1688), kot kaže, pa je bil dejansko zgrajen samo eden.

### Ukinitev in ponoven začetek
Od leta 1777 je v samostanu Sv. Pavla gimnazija. Bila je prva, a le kratek čas, saj je 7. oktobra 1782 cesar Jožef II. s sodnim odlokom razpustil številne samostane, vključno samostan Sv. Pavla. Posredovanje opata Anselma II. von Edlinga, ki je pripadal krogu sestre Jožefa II., nadvojvodinji Marianne, je naslednje leto omogočilo vrnitev menihov. Visoka zadolženost samostana je 10. aprila 1787 zahtevala ponovno zapiranje. Dragocenosti, več knjig in rokopisov iz samostanske knjižnice, so preselili v Celovec in Gradec, številni spisi in umetniška dela pa so bila izgubljena.
15. aprila 1809 so Berthold Rottler in menihi iz samostana St. Blaise rešili samostan Sv. Pavla. Rottler je bil zadnji princ - opat samostana v Schwarzwaldu, razveljavljenega leta 1806. To funkcijo je opravljal od leta 1801 in že na začetku spoznal, da je zaradi političnih razmer odpoved njegovem samostanu le vprašanje časa. Ker je bil St. Blaise avstrijska posest Habsburžanov, je skupaj z Breisgauom, leta 1806 postal del novoustanovljenega Velikega vojvodstva Baden. Rottler se je obrnil na cesarja Franca II., da bi zase in za svoje menihe v primeru odpovedi zaščite Habsburžanov, našel novo mesto v Avstriji. Franc II. se je dogovoril, da so se v aprilu in oktobru 1806, ko je bil St. Blaise dokončno ukinjen, princ opat Rottler in okoli 40 menihov preseli v samostan v Spital am Pyhrn v Zgornji Avstriji. Velik del umetnin in knjig iz St. Blaise je Rottler že prej shranil na varnem v Švici.
V zameno je cesar zahteval zasedbo celovške gimnazije in liceja (današnja Evropska gimnazija). Rottler je kmalu po prihodu poslal učitelje iz Spitala v Celovec. Dolge razdalje med Spitalom in Celovcem in s tem povezana delitev samostana, kot tudi dolgotrajna pogajanja o plačah učiteljev, je kmalu povzročilo nezadovoljstvo, tako da je Rottler pozval dunajski dvor, da mu dodeli mesto v samostanu Sv. Pavla. Opat Rottler in njegovi menihi so se v aprilu 1809 preselili iz Spital am Pyhrn in  v Sv. Pavel. Pomemben in umetniško poosebljen psalter Ramsey iz začetka 14. stoletja, ki je bil prej v samostanu Saint Blaise, je od takrat shranjen v samostanu svetega Pavla.
Pomen dela Bernharda Rottlerja kot opata samostana sv. Pavla do njegove smrti leta 1824, je bil razvoj sistema za delovanje samostanske šole. V letu prihoda je urejal gimnazijo, izdal leta 1812 nov, poučevanju prilagojen samostanski statut in odprl šolo za vpis leta 1817.
Po smrti Richarda Strellija, 54. opata svetega Pavla, so leta 1940 samostan ukinili nacisti in šolo preuredili za potrebe Nacionalsocialistične politike. Obstajala je do propada Tretjega rajha leta 1945. Po vojni so se leta 1947 menihi vrnili v samostan Sv. Pavla. Paul Schneider je postal 55. izvoljeni opat. Schneider, ki je služil do svoje smrti leta 1979, je še posebej spodbujal šolski sistem. Njegov naslednik Bruno Rader je razširil samostan v duhovno središče, predvsem kulturno. Pod njegovim vodstvom je potekala leta 1991 prva koroška razstava, ki je privabila skoraj 270.000 obiskovalcev.
Od takrat se v najstarejšem aktivnem samostanu na Koroškem vrstijo redne likovne razstave.

## Samostanska cerkev

### Zgodovina gradnje
Samostanska in župnijska cerkev stoji na najvišji točki hriba in je obdana na zahodu, severu in vzhodu s samostanskimi stavbami. Gradnja prve romanske bazilike se je začela leta 1064 in zaključila po Siegfriedovi smrti leta 1065. Za leto 1093, to je dve leti po ustanovitvi samostana, je bila cerkev posvečena. Prvi opat kongregacije pa je že predvidel nekaj prenovitvenih del.
Današnja cerkev je bila verjetno zgrajena pod opatom Pilgrimom (1159-1192), pri čemer so odstranili zunanjost stare cerkve svetega Pavla. Stavba je bila dokončana v času Ulricha I. 1192-1222. Ko je Papež Urban IV. leta 1264 izdal odpustek v korist prihajajoči otvoritvi cerkve v Šentpavlu, tiste iz 11. stoletja ni bilo več. Zgodovinski dokaz o datumu zaključka je posvetitev leta 1264, kar je verjetno povezano s posledicami vdora Madžarov na Koroško leta 1259, v okviru katerih so bili prizadeti trg in samostanska poslopja.
Cerkev je bila prizadeta ob velikem požaru leta 1367, poškodovani deli so bili zatem zamenjani, najpomembnejša sprememba v zvezi s tem je umik rebrastih obokov v gotskem slogu in gradnja stebrov v sedanji obliki. Leta 1375 je bila cerkev ponovno posvečena. Med spremembe v času Hieronymusa Marchstallerja šteje prenova zakristije (1619), izgradnja kapele Žalostne Matere božje (1621) in oblikovanje apside s štukaturo (1626).

### Zunanjost
Samostanska cerkev je triladijska romanska stebrna bazilika z dvema zvonikoma na zahodni strani in z močnim transeptom (prečna ladja) na severni in južni strani. Je 56,5 m dolga in 19,5 m široka. Na vzhodni strani prečne ladje, kot tudi na zunanji steni je kor. Ladja in enako visok transept so pokriti z dvokapno streho, južno z dvema manjšima pol prehodoma z enokapno streho, tri polkrožne apside imajo stožčasto streho.
Glavna apsida je okrašena s petimi, dve stranski apsidi pa vsaka s tremi arkadami. V osi vsake je s stebrički obrobljeno polkrožno okno. Pod krovom kora in prečne ladje teče profiliran obokan friz, okronan s cikcakom in širokim pasom šahovnice. Ta okras je iz lokalnega marmorja iz Koralp. Čelo kora in prečne ladje so v gotskem obdobju povečali za približno dva metra, zaradi česar je bolj strm, kar je jasno vidno na romanskih frizih. Na južni strani prečne ladje so na obokih še vedno sledovi nekdanje kapele svetega Jakoba, nastale med letoma 1325-1356, leta 1618 pa porušene.
Dva mogočna zvonika sta v svojem spodnjem delu kvadratna. V prvih treh nadstropjih je še ohranjena romanska stavba in ima še tipična vezana okna v drugem nadstropju. V zgornjih treh nadstropjih, ki so bila obnovljena po požaru leta 1367, pa so gotska dvojna in trojna okna. Zvonika sta okronana s piramidno koničasto streho. Na treh straneh južnega zvonika so tri velike ure.
Na spodnji polovici zvonikov se nahaja na zahodni fasadi pozno romanski in zgodnje gotski lijakast portal iz sredine 13. stoletja. V treh vdolbinah so vitki umetelno narejeni osmerokotni kapiteli, na vratnem podboju dve profilirani kvadratni konzoli nosita timpanon. Glavna tema kaže Kristusa na prestolu, ki blagoslavlja. Ob nogah klečita dva bradata moška od katerih je desni verjetno pokrovitelj samostana, apostol Pavel, drugi pa verjetno opat, v čigar času je bil portal zgrajen. Nad zahodnim vhodom je vstavljeno krožno okno. Streha med zvonikoma je ravna.
Še en portal se nahaja na južni strani cerkve in je dostopen preko 15 stopnic. V njegovem ločnem polju čepita dva moška - simboli poganstva - iztrošena in kažeta na prestol z Devico Marijo in Jezusom v naročju, z leve so Sveti trije kralji, desno sedi sv. Jožef, med Marijo in Jožefom lebdi angel. Reliefi obeh portalov so bili narejeni ob približno istem času kot zahodni portal. Mogoče sta oba portala iz časa opata Gerharda (1258-1275), tik pred letom 1264. Narejena od pozno romanskih umetnikov, okrašen južni portal pa je iz leta 1618. Sprva precej manjši in neopazni južni portal laiki uporabljajo kot dostop do predvidene njihove polovice cerkve.

### Notranjost
Skozi zahodni portal se vstopi le skozi zaprto verando dveh zahodnih zvonikov v prostorno in svetlo notranjost cerkve. Bazilika je z masivnimi stebri razdeljena na tri ladje, širina obeh stranskih ladij skupaj ustreza širini glavne ladje. Po dolžini se razteza čez pet razponov, tipično za arhitekturo chorus minor, kor za ne-pevce med menihi je v ladji spredaj.
Za glavnim oltarjem so leta 1626-1629 odkrili majhno, križno obokano kripto. Tu so danes krste s 14 zgodnjimi Habsburžani iz družine Rudolfa Habsburškega, vključno z njegovo ženo Gertrude von Hohenberg in dvema sinovoma. Krste so bile do leta 1770 v Basler katedrali in samostanski cerkvi Königsfelden, po opustitvi samostana v letu 1809 pa so jih prenesli iz Spital am Pyhrna v Šentpavel.
Vse tri cerkvene ladje so obokali po velikem požaru leta 1367, tudi raven lesen strop, vse v času opata Johannesa II. leta 1468. Ladja ima zvezdast obok nad poligonsko osnovo, z zadnjim jarmom med zahodnima stebroma ta postane bolj zapletene oblike. Oba stranska prehoda na severu in jugu imata štiri jarme, severni ima en razpon, južni je mrežasto obokan. V osrednji in stranskih ladjah je jarem rebrasto obokan, v srednjem delu je tukaj sklepnik s Konradom III. (1358-1391). Skupaj je na treh obokih 28 sklepnikov in 24 slik in fresk.
Triosni in dvojarmski kor v zahodnem delu ladje je bil zgrajen leta 1663. Stoji nad balustradami in ima križni obok.
Notranjost cerkve je poslikal štajerski umetnik Philipp Jakob Straub in sega v 18. stoletje.
Zakristija v samostanski cerkvi zapira severno prečno ladjo. Notranjost trijarmske in križno obokane stavbe je bila zgrajena leta 1619. Portal zakristije je sestavljen iz kosov marmorja nedokončane grobnice opata Ulricha Pfinzinga.

### Kapele
Dve od treh kapel samostanske cerkve, Auferstehungskapelle in kapela Žalostne matere božje, sta v zahodnem in vzhodnem krilu križnega hodnika. Najstarejša od treh kapel, tako imenovana Rabensteinerkapell je danes urejena v kasneje zgrajeni zakristiji severno od cerkve.
Okrašena v baročnem slogu se Auferstehungskapelle nahaja v empori prečne ladje. Grobnica vsebuje ostanke opata Alberta Reicharta (1677-1727). Štukaturna dekoracija kapele je ohranjena na vhodu. Iz tega časa so kovane železne palice v zgornjem delu. V kapeli je skupina lesenih kipov v naravni velikosti: vstali Kristus je delo Michaela Stölza iz 19. stoletja. Pod talno ploščo z grbom je grob Alberta Reicharta († 1727).
Leta 1621 zgrajena kapela Žalostne matere božje je prav tako obokana. Slike na oboku so iz časa, ko jo je gradil Lorenz Glaber. V osmih medaljonih je 15 skrivnosti rožnega venca. Raznolika in zelo plastična štukaturna dekoracija je iz obdobja okoli 1680/1690 in sta jo verjetno izdelala Gabriel in Johann Peter Wittini. Štiri freske prikazujejo prizore iz življenja sv. Benedikta iz Nursia.
Posvečena sv. Mariji, vendar imenovana Rabensteinerkapelle, je bila dograjena na vzhodni steni zakristije, kjer je tudi dostop. Zgrajena je bila v zadnji četrtini 14. stoletja, približno v istem času kot gotski del zahodnih zvonikov. V romanski predhodnici je bil pokopan opat Dietrich v letu 1284. Tudi danes je v samostanski cerkvi Rabensteinerjev grob iz leta 1350, verjetno prihaja iz starejše kapele. Rebrasti obok je bil narejen v letu 1390, njegovi sklepniki so zasnovani kot relief. Kapela ima velika zašiljena ločna okna, na severni strani je eno zazidano. Ostanki poslikav in fresk so iz časa, ko je bila zgrajena. Oprema (korne klopi, oltar in tabernakelj) so bili obnovljeni leta 1983, uporabljenih je bilo 1.985 novih obarvanih stekel za okna. Leta 1986 je bila kapela posvečena.

## Druge zgradbe
O prvotnih samostanskih stavbah še vedno ni točnih podatkov. Od srednjeveške zasnove je v današnjem kompleksu ohranjenega zelo malo. Zahodno krilo verjetno počiva na starih zidovih. Kompleks baročnih samostanskih poslopij, ki so bila zgrajena na južnem delu vzhodnega trakta, prvič leta 1846-1848, so združena okoli romanske samostanske cerkve. Območje je s severa zaprto za prihod obiskovalcev, na jugu pa se odpira gledalcu, in kot je bilo prvotno mišljeno, so bile odpravljene povezave med vzhodnim in zahodnim krilom. Južno od cerkve se nahaja utrdba.

### Dvorec z vhodnim portalom
Spodnji del hriba oklepa 2,5 km dolg zid. Proti jugu je dvorec Hofrichterbau. Sestavljen je iz severnega in južnega trakta, ki sta povezana z nagnjenim osrednjim delom. Ime stavbe izhaja iz dejstva, da je bilo prvo nadstropje sodišče in kasneje okrožno sodišče, danes so stanovanja zaposlenih.
Na jugovzhodu je glavni reprezentativni portal. Razdeljen je s štirimi stebri na tri dele, v srednjem delu je obokan vhod. Nad stebri sta levo in desno ploska segmentna loka. Med njimi so izrezljani napisi levo ABBATIA S. PAULI APOSTOLI in desno FUNDATA ANO 1091 CAL. MAY lauten (Abtei des hl. Apostels Paulus, gegründet im Mai 1091). Drugi napis se nahaja v sredini nad vrati, zgoraj je nameščena marmorna plošča.

### Samostanska stavba in dvorišče
Skozi portal pelje strma pot do, na najvišji točki hriba ležeče samostanske cerkve in samostanske stavbe. Krili imata dve nadstropji na strani dvorišča, na zunanji tri in štiri nadstropja. Zahodno krilo je dolgo 99 metrov, severno 138 metrov in vzhodni del 61 metrov. Zahodno krilo ima močan, 30 m široko in štiri nadstropno južno fronto. Zunanja stran na severnem in zahodnem krilu nima arhitekturne strukture, okna so razporejena v neenakomernih razmikih.
Samo eden od štirih prvotno načrtovanih stolpov na vogalih se nahaja na zunanji strani zahodnega in severnega krila. Zgrajen je bil leta 1626 in 1667 povečan, tako da se dviga nad strehe samostanskih stavb. V stolpu je bil kupolast Cellarium, dve sobi za kopanje in skupni prostor za menihe, ki so se pridružili v poletnem refektoriju.
Dvorišče ima široke in odprte dvonadstropne arkade, ki obkrožajo cerkev na treh straneh. 2,80 - 3,30 m široke arkade, z več kot 1,40 metra širokimi stebri, so v pritličju odprte in zgoraj zastekljene. Hodniki so približno 4,30 metra visoki in 4,45 m široki. Vhodna vrata na stavbah so preprosta. Omeniti je vredno le portal iz marmorja v zgornjem delu zahodnega krila, ki je baročno oblikovan, z zatrepom in visokim obeliskom.
V zahodnem krilu, kjer je bila prvotno nastanjena prelatura, kot tudi več drugih sob, je zdaj urejen samostanski muzej z bogatimi zbirkami, bivalni del z menihi je v severnem in vzhodnem delu. V letih 1846-1848 nastal južni prizidek je povezan z ozkim zidom na zunanji zid kora samostanske cerkve, ki ločuje severovzhodni del notranjega dvorišča in Rabensteinerkapelle od ostalega dvorišča.
Pred stebriščem zahodnega dvorišča stoji Pavlov vodnjak. Na njem je grb opata Alberta iz leta 1719. V sredini šestkotnega bazena, okrašenega z ograjo iz kovanega železa stoji kamniti kip svetega Pavla. Steber, na katerem se nahaja kip, ima na šestih straneh reliefne glave, iz ust treh glav teče voda.

### Pristava  in samostanski vrt
Zunaj zidov se nahaja, južno od glavnega vhoda ob cesti ki vodi mimo, pristava Meiereihof. Veličasten stavbni kompleks v slogu bidermajerja je bil zgrajen leta 1840, njegova štiri dvonadstropna krila, ki so bila kasneje dopolnjena z drugimi zgradbami, ustvarjajo pravokotno dvorišče.
Načrt in izvedbo poslopja je izdelal arhitekt Pietra Ridolfi po rodu iz Udin. Vrt, dva pilastra in venčni zidec so bili v celoti obnovljeni v letu 2009, ko je potekala razstava. Na jugozahodu sta dva manjša objekta, tako imenovana "Lobisserstöckel" iz let 1922-1932 iz ateljeja mojstra lesoreza Switberta Lobisserja.

## Župnije in podružnične cerkve
K samostanu svetega Pavla sodijo štiri župnije, ki so vse predmet dekanata St. Andrä: 
- samostanska župnija svetega Pavla s samostanom in šest pridruženih cerkva: St. Erhard, Kalvarijska cerkev, cerkev Johannesberg, Josefsbergkirche, Weinbergkirche in St. Margarethen;
- župnija St. Georgen unter Stein s farno cerkvijo in podružnico Andersdorf;
- Župnija St. Martin im Granitztal z župnijsko cerkvijo in podružnico St. Nikolaus am Windischen Weinberg;
- župnija Pustritz s cerkvijo Maria Heimsuchung.

Podružnična cerkev sv. Erharda stoji ob vznožju hriba vzhodno od Meierhofa in tako spada v skupino stavb.

## Umetniška zbirka in knjižnica
Samostanska umetniška zbirka, ki je bila v Šentpavel večinoma prinesena iz St. Blaise, je shranjena predvsem v dvoranah zahodnega krila.
Med liturgičnimi zakladi je Adelheidin križ  in dve liturgični oblačili, eno iz drugega četrtletja 12. stoletja in drugo iz od 13. stoletja.
Zbirka slik obsega med drugimi dela Petra Paula Rubensa, Anthonsa van Dycka, Albrechta Dürerja, Hansa Holbeina in Johanna Martina Kremser-Schmidta. Rubensova leta 1618 nastala oljna skica Čaščenje pastirjev je najbolj dragoceno delo iz te zbirke. Naredil jo je v svoji delavnici kot oltarno sliko za katedralo Saint-Gervais-et-Saint-Protais v Soissonsu, Francija.
Med grafičnimi zbirkami so lesorezi, bakrorezi, jedkanice in litografije od 15. do 19. stoletja iz cele Evrope. Med njimi so štiri zasnove Plesa smrti, od katerih je en list iz leta 1656; siva perorisba (25 x 20 cm), ki je, med drugim zlasti pomembna zaradi svoje podobnosti s Plesom smrti v frančiškanskem samostanu v Fribourgu, še posebej skupine ljudi, ki kažejo na njihovo srečanje s smrtjo: "cesar in cesarica", "kralj in kraljica", "vojvoda in vojvodinja", "opatinja in nuna".
Poleg tega je v samostanu nekaj dragocenih plastičnih figuralni del, od katerih je še posebej omembe vreden relief iz slonovine iz šole iz Metza (iz leta 900), ki krasi srebrno naslovnico knjige iz leta 1440, dva majhna bronasta križa iz 11. in 12. stoletja in druga srebrna naslovnica knjige iz sredine 13. stoletja. Obstajajo tudi številna druga umetniška in obrtniška dela, kot tudi obsežna numizmatična zbirka okoli 30.000 medalj in kovancev.
Knjižnica je bila ustanovljena leta 1683 in je med drugim v prostorih v vzhodnem delu južnega konca zahodnega krila. Tukaj sta na vzhodni in zahodni polobli stropa dve sliki Wolfganga Bernharda Veldnerja iz leta 1683. Štukature je izdelal Gabriel Wittini. Knjižnica, ki je bila v veliki meri ob razstavi 2009 urejena v kleti, obsega več kot 180.000 enot in 4000 rokopisov od 5. do 18. stoletja. Ker je bila večina šentpavelske knjižnice izgubljena po zaprtju samostana, prihajajo enote iz samostanov St. Blasien in Spital am Pyhrn, kot je na primer glavni del Ramseyevega psalterja. Gutenbergovo Sveto pismo je bilo prodano leta 1926 v Združene države Amerike. Zdaj je razstavljen v Kongresni knjižnici tudi St Blaise psalter.

## Samostanska gimnazija
Samostanska gimnazija v Sv. Paulu je splošna gimnazija. Leta 1777 iz izšla iz samostanske latinske šole, po razpustu samostana leta 1809 je bila istočasno z revitalizacijo osnovana na novo in danes obstaja kot katoliška zasebna benediktinska gimnazija. Sedanja šolska stavba je bila zgrajena leta 1901 in nazadnje obnovljena v letu 2001